# Ulmer Volkshochschule
Die Ulmer Volkshochschule (vh Ulm) gehört zu den zehn größten Volkshochschulen Baden-Württembergs und ist die größte Volkshochschule der vhs-Region Donau/Iller. Sie ist die einzige Volkshochschule mit einem bundesländerübergreifenden Bildungs- und Kulturprogramm in Baden-Württemberg und Bayern – für Ulm, Neu-Ulm und folgende Städte und Gemeinden des Alb-Donau-Kreises: Ballendorf, Beimerstetten, Bernstadt, Blaustein, Erbach, Hüttisheim, Illerkirchberg, Langenau, Neenstetten, Öllingen sowie Staig.
Jährlich nehmen ca. 20.000 Menschen an den Kursen und Seminaren der Ulmer Volkshochschule teil. Darüber hinaus besuchen ebenso viele Teilnehmer das umfangreiche Vortrags- und Kulturprogramm der vh. Das Angebot umfasst im Jahr über 3000 Veranstaltungen mit etwa 55.000 Unterrichtsstunden.
Durch regelmäßige Semesterschwerpunkte vertieft die Ulmer Volkshochschule gezielt bestimmte Themenkomplexe fachbereichsübergreifend in Bildungs- und Kulturveranstaltungen.

## Geschichte

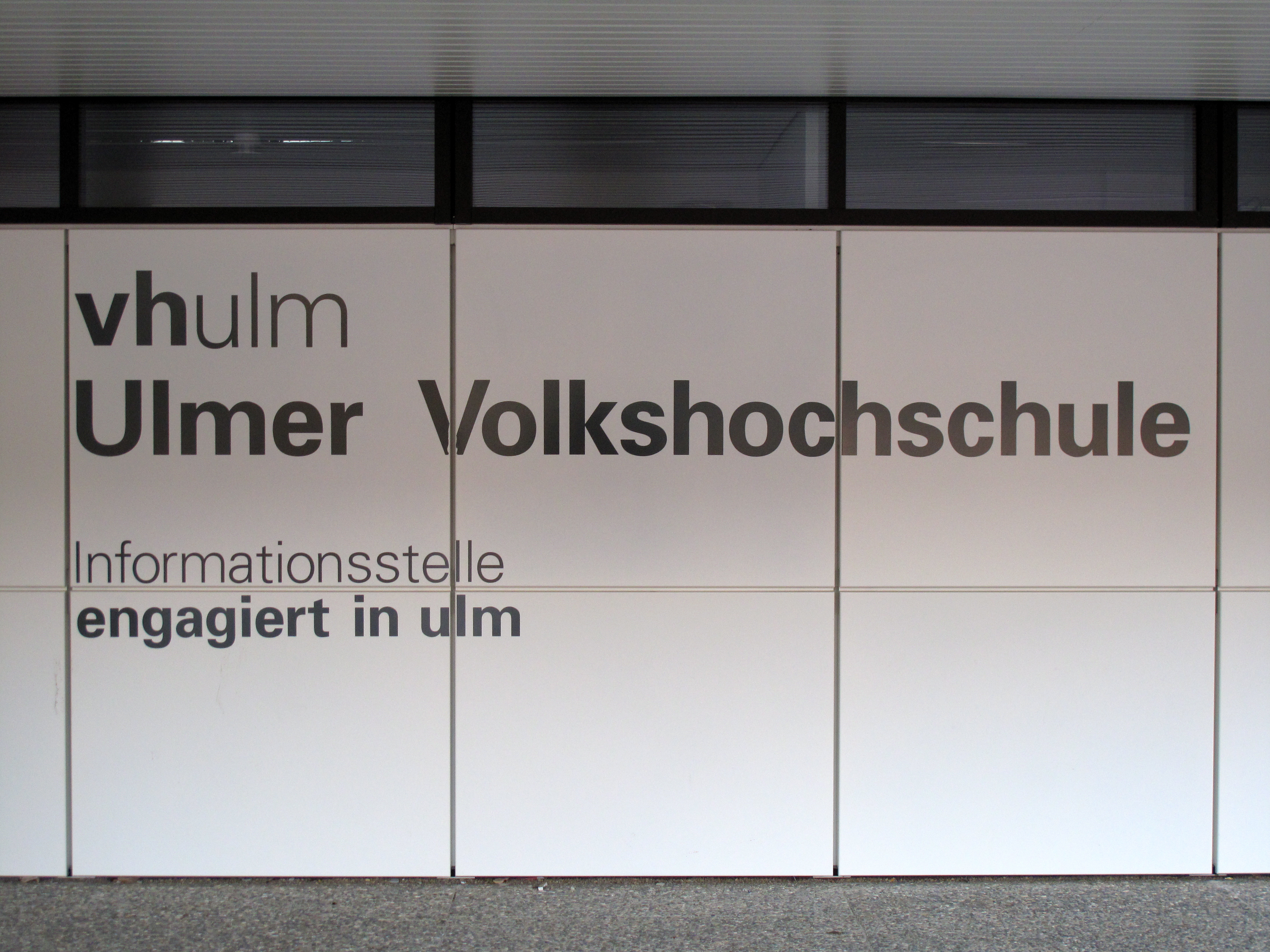
Logo der Ulmer Volkshochschule am Haupteingang des EinsteinHauses

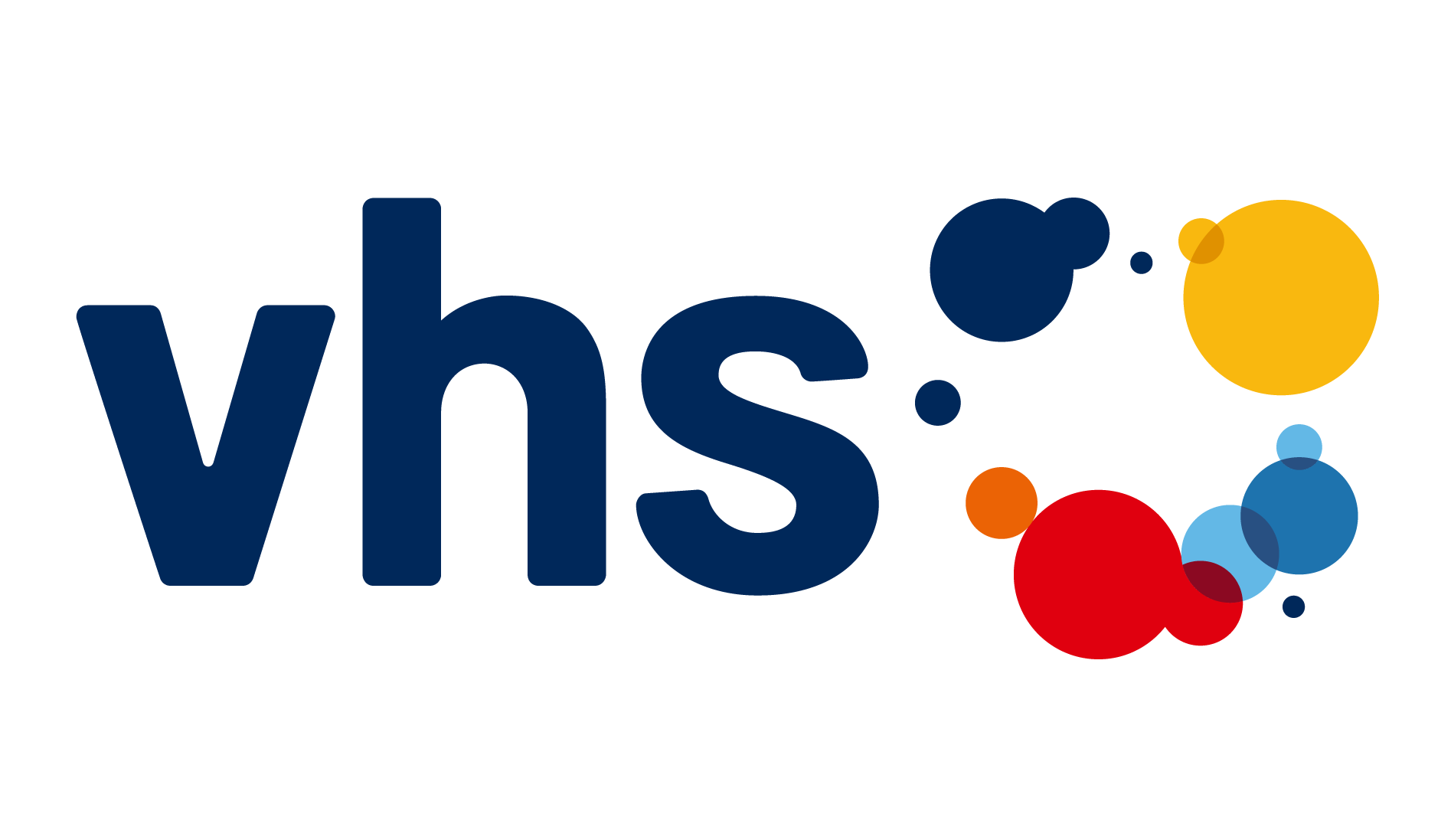
Logo des Deutschen Volkshochschul-Verbandes

### Nachkriegszeit und Neuanfang
Die vh Ulm steht für ein lebendiges Stück Ulmer Kulturgeschichte. Sie wurde von Inge Scholl (später: Inge Aicher-Scholl) und anderen engagierten Ulmern am 24. April 1946 – genau ein Jahr nachdem die Amerikaner Ulm befreiten – in der Martin-Luther-Kirche gegründet. Inge Scholl war die große Schwester von Hans Scholl und Sophie Scholl, die wegen ihres Widerstandes gegen das Nazi-Regime als Mitglieder der Weißen Rose von den Nationalsozialisten im Februar 1943 hingerichtet wurden.
Inge Scholl wurde die erste Leiterin der Ulmer Volkshochschule. Für sie wurde das politische und moralische Erbe der Weißen Rose zum Bildungsauftrag. Bildung sollte demnach „im Geiste der Gemordeten“ stehen. Bei diesem ehrgeizigen Ziel und hohen Anspruch wurde sie von ihrem späteren Mann Otl Aicher und einem Kuratorium tatkräftig unterstützt.
Als Symbol für das pädagogische Engagement wurde die Eule der Weisheit gewählt. Der geistige Neuanfang in Ulm sollte aber nicht allein durch Vorträge erfolgen, sondern vielmehr wurden die Menschen aktiv zum Mitmachen aufgefordert. So entstand das Motto „Einmischung erwünscht“. Wie keine andere Volkshochschule in Deutschland setzte die vh von Anfang an auf das Engagement der Teilnehmenden, das politische, gesellschaftlichen, kulturelle und soziale Leben ihrer Stadt mitzugestalten.
„Keine Angst vor Bildung“ war damals die Devise. Man wollte humanistische Bildung bieten, demokratische Grundlagen für einen Neuanfang schaffen und damit eine neue Gesellschaft bauen. Damals war die vh geistiger Mittelpunkt Ulms. Schon 1948 waren 3000 Mitglieder eingeschrieben.

### 1950er Jahre

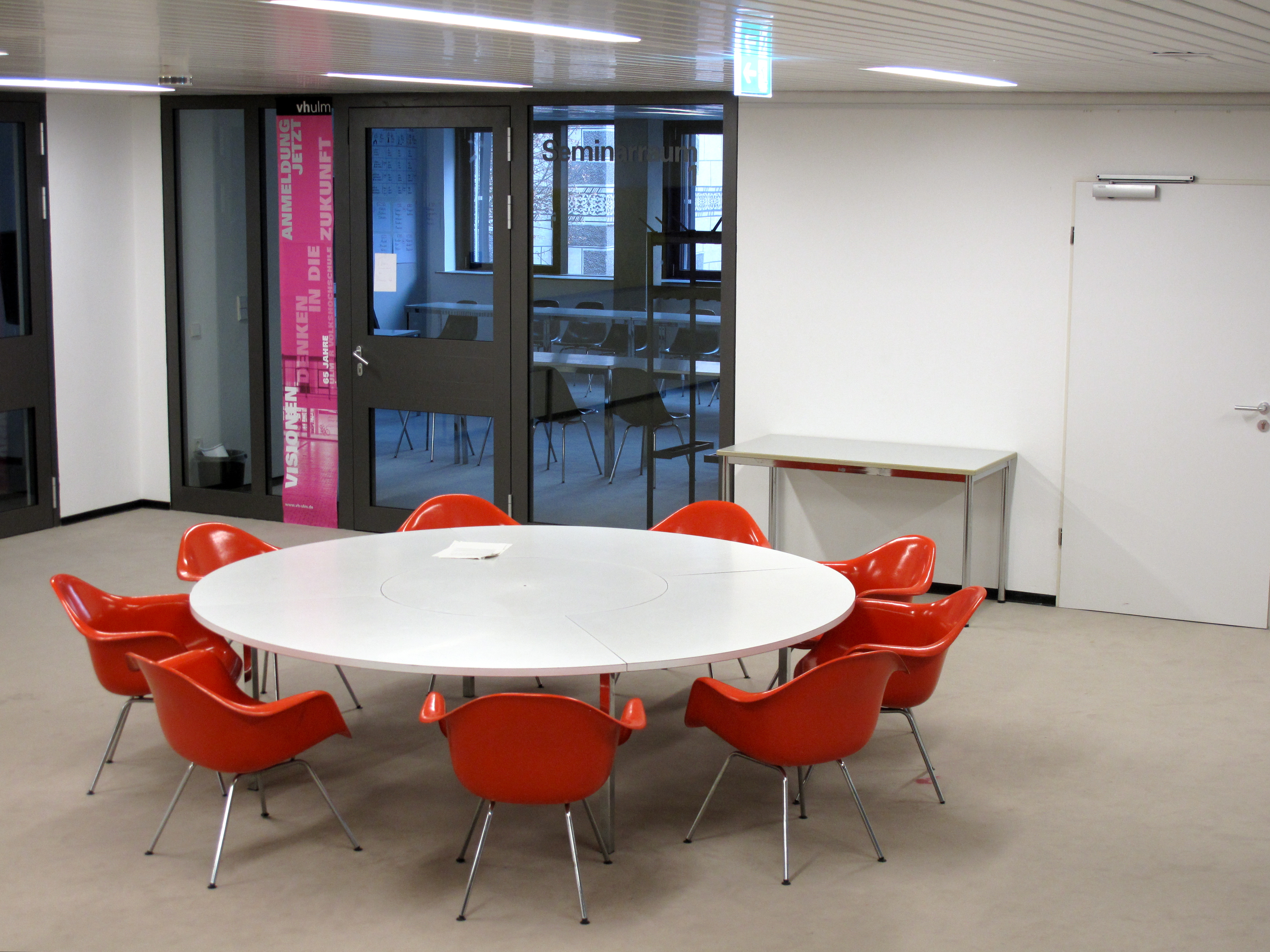
Foyer des EinsteinHauses (1. Stock)

Auch in den konservativen 1950er Jahren setzte die vh ihren engagierten und kritisch-konstruktiven Weg fort, als viele Menschen in Deutschland eine kritische Auseinandersetzung scheuten. 1953 gründeten unter anderem Inge Aicher-Scholl, Otl Aicher und Max Bill die Hochschule für Gestaltung (HfG), die bis 1968 bestand. Sie gilt bis heute als eine der international bedeutendsten Design-Hochschulen nach dem Bauhaus.

### 1960er und 1970er Jahre
Immer wieder griff die vh gesellschaftliche Entwicklung aktiv auf, um Menschen zum Mitmachen und Mitgestalten zu motivieren. So trafen sich die 68er im EinsteinHaus der vh und während der 1970er Jahre diente das EinsteinHaus an den sogenannten Offenen Samstagen als Jugendtreff. Hinzu kam, dass in den 1970er und 1980er Jahren die vh Ulm ihr Angebot stark ausweitete – insbesondere im Sprachbereich und der beruflichen Bildung.

### 1980er Jahre

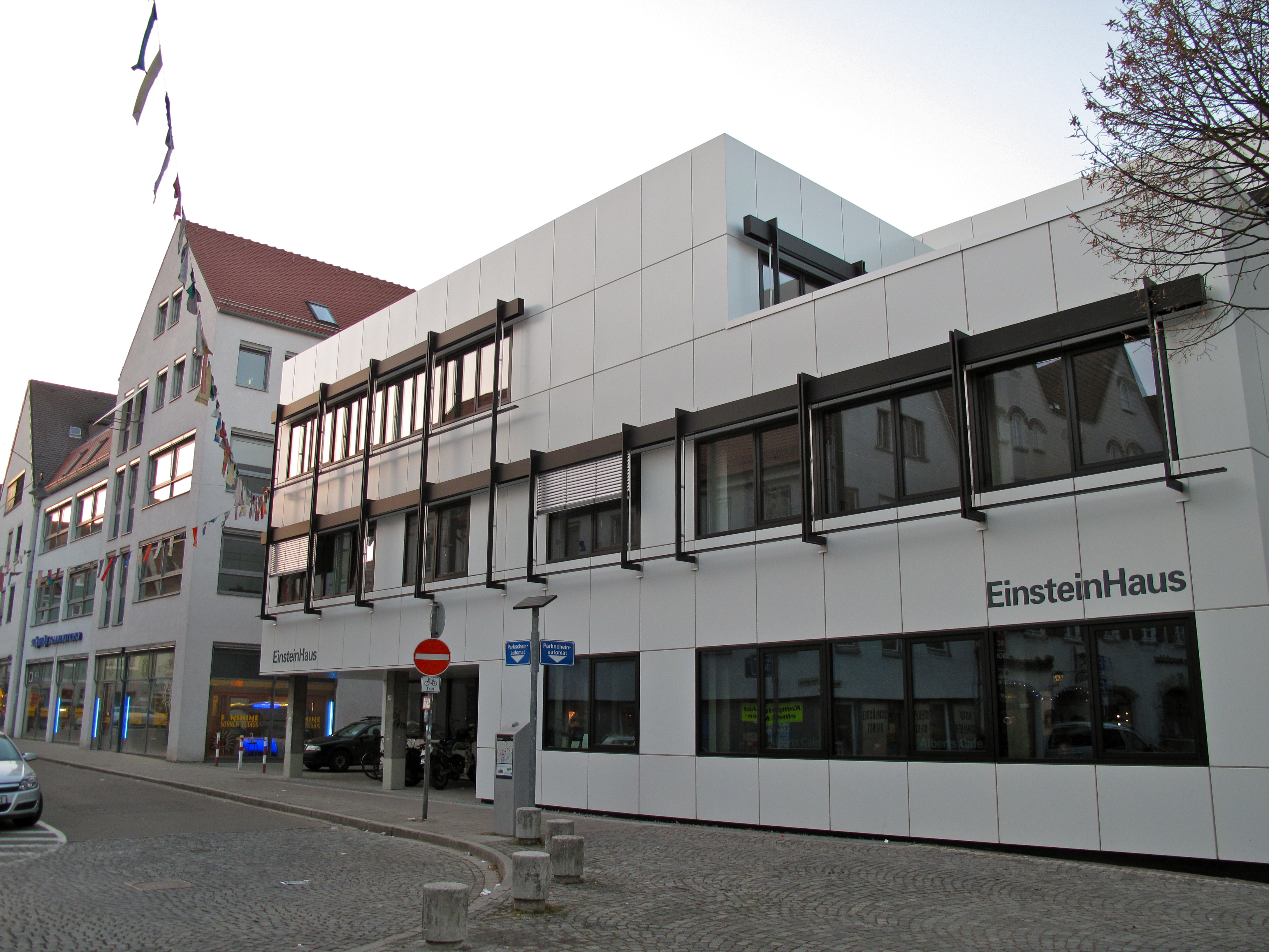
Das EinsteinHaus (rechts) nach dessen Renovierung im Sommer 2010 mit dem Anbau (links)

Die 1980er Jahre waren von der Friedensbewegung geprägt. Darüber hinaus nahm die Lateinamerika-Bewegung in Ulm an der vh ihren Ausgang. Nicht zuletzt wurde die Ulmer Volkshochschule später zum Mittelpunkt von Bürgerdebatten über die Verkehrs- und Stadtplanung. Auch wurde ein neues Konzept für die regionale Bildungs- und Kulturarbeit im Alb-Donau-Kreis entwickelt.
Wichtige Meilensteine für die Institution vh war die Gründung der Frauenakademie als Modellprojekt im Jahr 1986 und die Gründung der Kulturwerkstatt kontiki, die 1987 als Jugendkunstschule der Ulmer Volkshochschule ihre Arbeit aufnahm.

### 1990er Jahre
Neue Technologien hielten Einzug im Einsteinhaus: Computer, Internet, Neue Medien, Beamer etc. Ein Neubau, der mit dem EinsteinHaus verbunden werden konnte, schaffte mehr Platz durch neue Seminarräume. Auch wurde die Dauerausstellung „wir wollten das andere“ der Ulmer DenkStätte Weiße Rose vorbereitet.

### Die vh Ulm im neuen Jahrtausend
Im großzügigen Foyer des Erdgeschosses des EinsteinHauses wurde im Frühjahr 2000 die Dauerausstellung „wir wollten das andere“ der Ulmer DenkStätte Weiße Rose eröffnet. Kurze Zeit später – im Herbst 2000 – wurden die GesundheitsAkademie und bald darauf das Yoga-Zentrum der GesundheitsAkademie gegründet. Wenige Jahre darauf wurde die Akademie für Bürgerschaftliches Engagement und Gemeinwesenarbeit ins Leben gerufen und die vh beteiligte sich an zahlreichen Bildungsprojekten der Europäischen Union. In diesem Zusammenhang arbeiteten Menschen aus der Region Ulm/Neu-Ulm mit Bürgern anderer EU-Staaten an Weiterbildungsprojekten. Sie lernten sich gegenseitig als miteinander Lernende kennen und besser verstehen.
Während der vergangenen 60 Jahre gingen von der Ulmer Volkshochschule wichtige Impulse für das Ulmer Kulturleben aus. Heute hat die vh ihre Sonderstellung der 1950er und 1960er Jahre verloren. Dafür ist sie heute ein wichtiger Teil eines breiten Netzwerks von Kultur- und Bildungseinrichtungen in der Region Ulm/Neu-Ulm.

## Fachbereiche und Akademien an der Ulmer Volkshochschule
- Politik-Gesellschaft-Umwelt
- Kultur und Gestalten
- Gesundheitsbildung

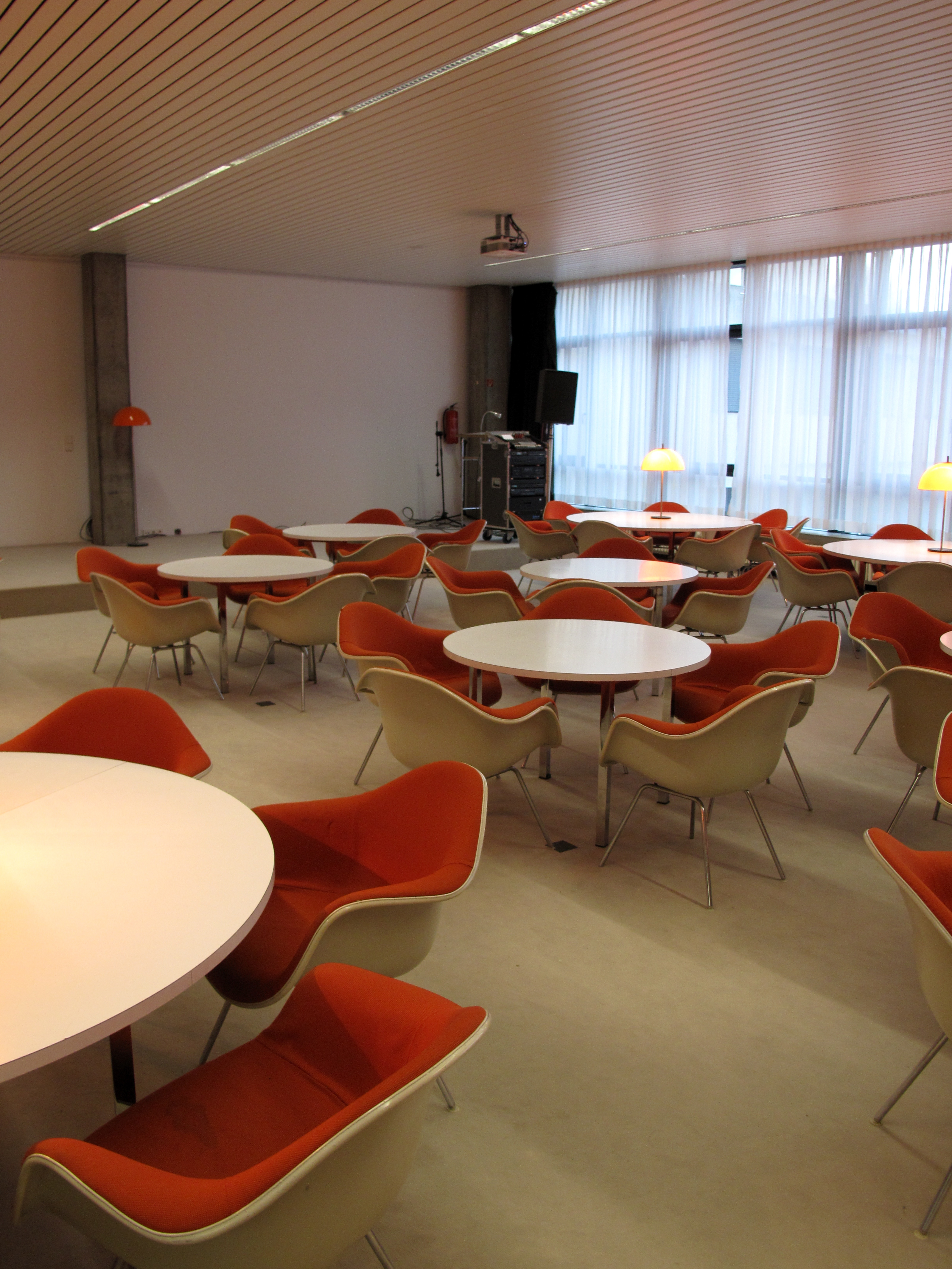
Der „Club Orange“ des EinsteinHauses

- Gesundheitsakademie und Yogazentrum
- Sprachenschule
- EDV
- Alb-Donau-Kreis (Querschnittsprogramm)
- Management-Kommunikation-Qualifizierung
- Schulabschlüsse-Prüfungsvorbereitung
- Prüfungen und Zertifikate
- Dozentenfortbildung
- Aicher-Scholl-Kolleg
- Frauenakademie
- Akademie für Bürgerschaftliches Engagement
- Centrum für berufliche Bildung, Beratung und Training
- kontiki Kulturwerkstatt
- Qualipass
- Ulmer DenkStätte Weiße Rose
- Sommerschule für Menschen mit geistiger Behinderung

## Eigene Häuser und Räumlichkeiten
Wie bei vielen Volkshochschulen findet auch bei der Ulmer Volkshochschule ein Teil ihres Angebots in Schulen statt. Die eigenen Häuser und Räumlichkeiten der vh Ulm sind wichtig, um ein teilnehmerorientiertes Angebot realisieren zu können.

### EinsteinHaus der Ulmer Volkshochschule

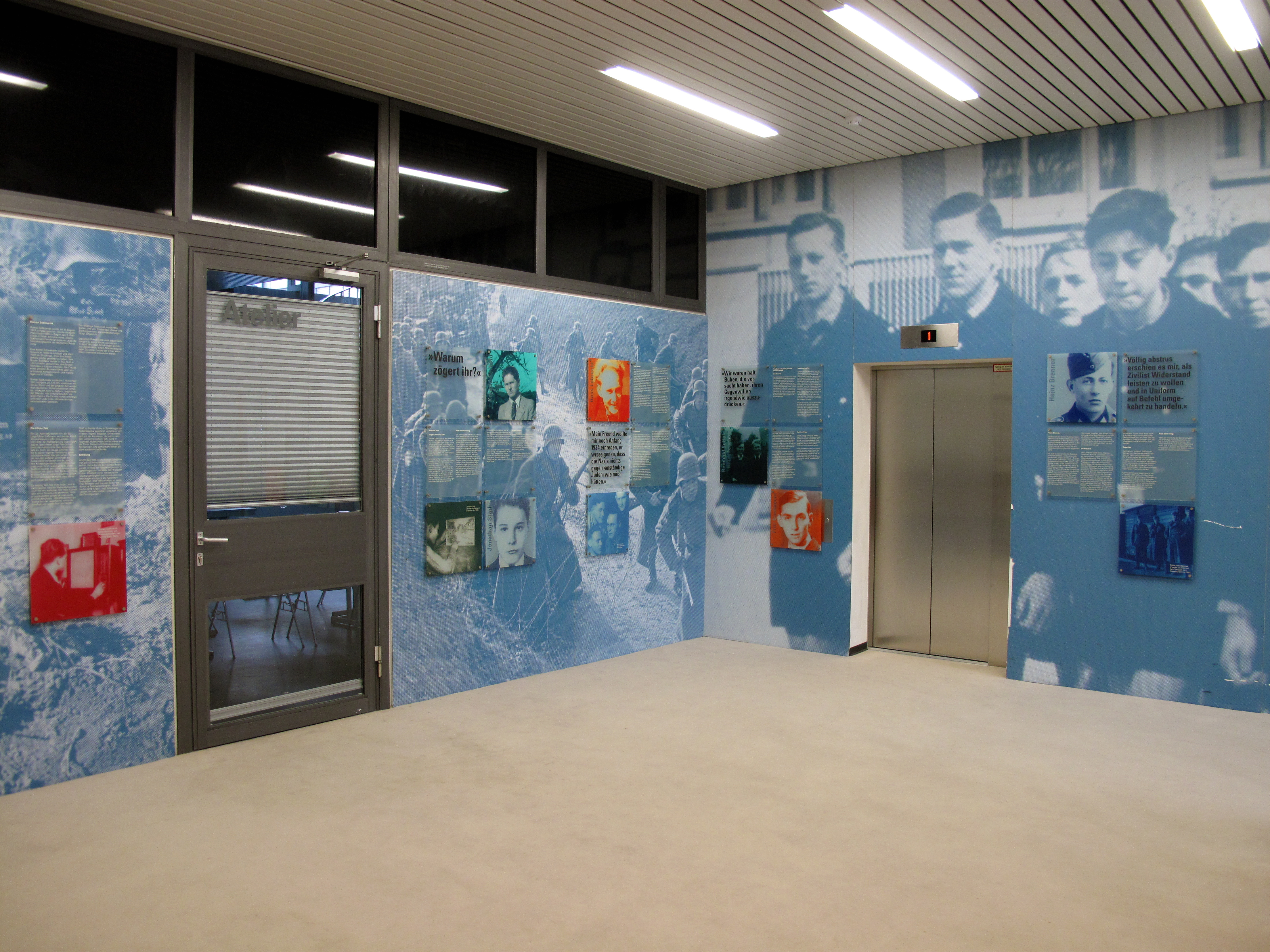
Die Ulmer DenkStätte Weiße Rose im Foyer des EinsteinHauses der Ulmer Volkshochschule

Das EinsteinHaus am Kornhausplatz in der Ulmer Stadtmitte ist der Hauptsitz der vh Ulm. Es wurde 1968 im Stil des Ulmer Funktionalismus erbaut und verfügt über 27 Seminar-, Vortrags- und Schulungsräume, die für Seminare, Vortrags- und Kulturveranstaltungen sowie Konferenzen und Tagungen genutzt werden und von denen viele mit modernster Multimediatechnik ausgestattet sind.
Bemerkenswert sind die großzügigen Foyers mit Sitzgelegenheiten, die die Kommunikation zwischen den Teilnehmern vor und nach den Veranstaltungen fördern. Darüber hinaus bieten sie viel Platz für Ausstellungen, Arbeitsgruppen, Feste oder Präsentationen. Der kommunikative Charakter wird im Erdgeschoss auch durch das Alberts Café unterstrichen.

### vh-Tanzstudio
In der Oststadt – am Rande der Ulmer Innenstadt – befindet sich das vh-Tanzstudio in der Frauenstraße mit zwei großen Gymnastik- und Tanzräumen, Umkleiden und Duschen.

### Helferhaus in Langenau
Außerhalb Ulms verfügt die Ulmer Volkshochschule noch im 1. Stock des Langenauer Helferhauses über zwei Seminarräume und einen Gymnastik- und Bewegungsraum.
Das Helferhaus ist ein Ort für Begegnung, Bildung und Beratung. Es ist im Besitz der Evangelischen Kirche Langenau, die hier einen wesentlichen Teil ihrer Gemeinde- und Jugendarbeit realisiert und dort auch eine psychologische Beratungsstelle unterhält.
Durch die räumliche Nähe besteht zwischen der Evangelischen Kirche Langenaus und der vh Ulm ein enges Kooperationsverhältnis, das sich z. B. in der „Helferhaus-Galerie“ zeigt: Hier werden aus ganz Deutschland herausragende Künstler eingeladen, um deren Werke in den Räumlichkeiten der Kirche und vh Ulm zu präsentieren. Dies ist mittlerweile im Langenauer Kulturleben zu einer festen Größe geworden.